# إسنيت
إسنيت إحدى قرى مركز كفر شكر التابع لمحافظة القليوبية بجمهورية مصر العربية.

## التاريخ
قرية إسنيت من القرى القديمة، واسمها الأصلي وقت الفتح الإسلامي لمصر «زنت» (بالإنجليزية: Znt)‏، وقد وردت باسم سنيت في أعمال الشرقية ضمن قرى الروك الصلاحي التي أحصاها ابن مماتي في كتاب قوانين الدواوين، كما وردت باسم سنيت في أعمال الشرقية ضمن قرى الروك الناصري التي أحصاها ابن الجيعان في كتاب «التحفة السنية بأسماء البلاد المصرية». وفي العصر العثماني كان اسمها في تربيع سنة 933 هـ/1527م الذي أجراه الوالي العثماني سليمان باشا الخادم في عصر السلطان العثماني سليمان القانوني سنيت ضمن قرى ولاية القليوبية، وفي تاريخ 1228هـ/1813م الذي عدّ قرى مصر بعد المسح الذي قام به محمد علي باشا باسم إسنيت ضمن قرى مديرية القليوبية.

## السكان
بلغ عدد سكان إسنيت 14,232 نسمة، حسب الإحصاء الرسمي لعام 2006.